# Ivan Szergejevics Turgenyev
Ivan Szergejevics Turgenyev, (Иван Сергеевич Турге́нев, Orjol, Oroszország, 1818. november 9. – Párizs, Franciaország, 1883. szeptember 3.) orosz író, drámaíró, költő, műfordító. Kiemelkedő művei az Egy vadász feljegyzései című novellaciklusa (1852), az Apák és fiúk, a Nemesi fészek, A küszöbön című regényei, az Első szerelem és az Aszja című kisregényei.
Turgenyev Dosztojevszkijnál három, Tolsztojnál tíz évvel volt idősebb; a 19. század második felének e három meghatározó orosz írója közül ő állt legközelebb a nyugati szemlélethez; nagyrészt az ő munkássága irányította Nyugat-Európa figyelmét az orosz irodalomra.
A Turgenyevek a legelőkelőbb orosz családok közé tartoztak, őseik egykor tatár hercegek voltak.

## Élete

### Gyermekkora, tanulmányai
Turgenyev jómódú, előkelő nemesi családból származott. Édesapja, Szergej Nyikolajevics Turgenyev (1793–1834) a cári lovasság ezredese, tatár ősök leszármazottja volt; édesanyja, Varvara Petrovna (1787–1850) a dúsgazdag Lutovinov család sarjaként hatalmas birtokot örökölt. Az apa szerény vagyonnal rendelkezett, ráadásul feleségénél több évvel fiatalabb volt; a családban Varvara Petrovna volt a domináns, ahogy földbirtokosként, úgy a családon belül is zsarnokként viselkedett.
Három gyermekük, Nyikolaj (1816–1879), az író Ivan (1818–1883) és Szergej (1821–1837) anyjuk Orjol melletti, Szpasszkoje-Lutovinovo nevű birtokán töltötte gyermekkorát. Turgenyev itt lett a természet szerelmese, kóstolt bele a vadászat szenvedélyébe, ami egész életén végigkísérte, s ami majd írásaiban is gyakran visszaköszön. A gyerekek apjukat ritkán látták; nagy műveltségű anyjuk orosz és külföldi nevelőnőket, házitanítókat alkalmazott, akiktől Ivan kiváló nevelést kapott. A gyermek Turgenyev a francia és a német nyelvet anyanyelvi szinten elsajátította; de mivel a családban franciául érintkeztek, oroszul a birtok cselédeitől tanult meg.
Mikor Ivan négyéves volt, a család utazást tett német földre és Franciaországba. 1827-ben Moszkvába költöztek, hogy a gyerekek megfelelő iskoláztatását biztosítsák. Ivan 1833-ban, 15 évesen beiratkozott a Moszkvai Egyetemre, majd egy év után a Szentpétervári Egyetemen folytatta tanulmányait, ahol 1834-től 1837-ig ókortudományt, orosz irodalmat, filológiát tanult. Ebben az időszakban veszítette el apját, aki vesekövesség miatt, majd Szergej öccsét, aki epilepszia következtében hunyt el. 1838 és 1841 között A Berlini Egyetemen filozófiát, elsősorban hegeli filozófiát és történelmet tanult. Berlinben írta Parasa című elbeszélő költeményét, itt ismerkedett meg a fiatal Bakunyinnal. Közben utazgatott Európában, majd visszatért Szentpétervárra, hogy hátralévő vizsgáit letegye.

### Korai alkotó évei
Turgenyev 1841 nyarát anyja birtokán töltötte, ahol kapcsolatba került egy mosónővel, név szerint Avdotya Jermolajevna Ivanovával, akitől 1842-ben lánya, Pélagie született. 1843-ban a Belügyminisztériumban nyert alkalmazást; ekkoriban jelentek meg első versei, köztük a Parasa című elbeszélő költeménye. Megismerkedett Belinszkijjel, a forradalmi demokrata kritikussal, aki felismerve tehetségét, a próza felé orientálta. 1845-ben hivataláról lemondott, kizárólag irodalommal kezdett foglalkozni. Ebben az időszakban fordult tekintete a haladó eszmék felé, ahogy a cenzúra figyelme is az ő műveire: ekkortól kezdték betiltani egy-egy alkotását, főleg színdarabjait, melyeket Oroszországban csak 1861 után lehetett játszani.

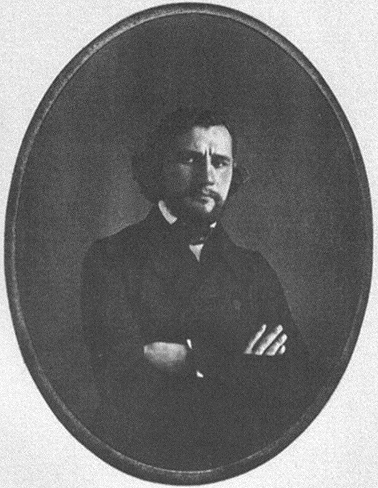
Turgenyev az 1840-es években, dagerrotípia

Az 1840-es évek orosz értelmisége számára a legfontosabb kérdés a jobbágyrendszerhez való viszony volt. Belinszkij és köre a jobbágyfelszabadítás híve volt; ezen az állásponton volt a fiatal Lev Tolsztoj, Dosztojevszkij, Goncsarov mellett Turgenyev is, habár ők a mozgalomnak nem a forradalmi, inkább a mérsékeltebb, liberális szárnyához tartoztak. A kor vezető ideológiái egyfelől a szlavjanofilizmus, másfelől a zapadnyikizmus voltak. A szlavjanofilek nagy hangsúlyt helyeztek az orosz kultúrának a nyugatitól való különbözőségére, az ortodoxiát szembeállították a nyugati világ eretnek, sőt ateista mivoltával, az orosz tradíciók felelevenítését szorgalmazták a nyugat-európai minták átvétele helyett. Ezzel szemben a zapadnyikok, „nyugatosok” (akik amúgy nagyon sokféle politikai irányzathoz tartozhattak a liberalizmustól az anarchizmusig) úgy gondolták, Oroszország fejlődése elmaradt Nyugat-Európához képest, amin csak a nyugati eszmék átvétele, alkalmazása segíthet. Turgenyev szemléletmódja, értékrendje egyértelműen az utóbbiakhoz állt közelebb: úgy vélte, Oroszországnak szerényen be kell iratkoznia a Nyugat iskolájába. Ez nem zárta ki azt, hogy ugyanakkor szlavjanofil értelmiségiekkel is baráti kapcsolatokat ápolt.
Turgenyev 1843-ban megismerkedett a francia író, kritikus, műfordító Louis Viardot-val, majd fiatal feleségével, Pauline-nal, a párizsi Théâtre-Italien mezzoszoprán énekesnőjével, akivel életre szóló kapcsolata alakult ki. 1847 és 1850 között Franciaországban élt, itt írta a később Egy vadász feljegyzései címen kiadott kötete novelláinak egy részét, az Egy felesleges ember naplóját és öt színdarabot, köztük az Egy hónap falun-t. Párizs környékén, a Viardot házaspár courtaveneli kastélyában lakott, ami zenészek, irodalmárok gyülekezőhelye is volt. Itt találkozhatott a kor szellemi életének kiválóságaival: Charles Gounod-val, George Sanddal, Prosper Mérimée-vel, Alfred de Musset-vel, Frédéric Chopinnel. Eközben otthon édesanyja úgy vélte, fia rossz társaságba keveredett, elzárta a pénzcsapokat, a fiatal írót bohéméletre ítélte.
Az 1850-ben írt Egy felesleges ember naplójában fordul elő az orosz irodalomban először a „felesleges ember” (лишний человек) szókapcsolat, amit ettől kezdve egy irodalmi hőstípus általános megnevezésére használnak. A felesleges ember olyan hős, aki konfliktusban van szociális környezetével, és hiába próbál helyet találni magának a társadalomban. Turgenyev hősei ez idő tájt többnyire ebbe a típusba sorolhatóak.

### Írói kiteljesedése
1850-ben hazatért nagybeteg anyjához, akinek halála után óriási vagyont örökölt, végre anyagilag függetlenné vált. 1852-ben jelent meg az Egy vadász feljegyzései (Записки охотника) című novelláskötete, ami – bár gyönyörű képekben jeleníti meg a természet szépségét – címével ellentétben nem a vadászatról, hanem túlnyomórészt az oroszországi jobbágyhelyzetről szól. Olyan jobbágyparasztokat mutat be, akik jellemben, erkölcsi érzékben, emberségben, tehetségben földesuraik fölött állnak, cáfolva azt az általános meggyőződést, hogy a paraszt csak az urak gyámsága alatt képes létezni. Ez abban az időben a társadalmi rendet felforgató nézetnek minősült, ennek ellenére a könyv valahogy átcsúszott I. Miklós cár cenzúráján. Ebben az évben halt meg Gogol, akiről Turgenyev egy szentpétervári lapba írt szenvedélyes hangú nekrológot. A szentpétervári cenzor megtiltotta a cikk megjelenését, de a moszkvai cenzor engedélyezte; végül az utóbbit elbocsátották, Turgenyevet pedig egy hónapi elzárással büntették, majd másfél évre birtokára száműzték rendőri felügyelet alatt. Turgenyev mindig hangoztatta, hogy valójában az Egy vadász feljegyzései miatt kapta a büntetést. Az Admiralitás börtönében raboskodva írta Mumu című novelláját, amely talán az orosz jobbágysors legerőteljesebb, legszívszorítóbb ábrázolása.

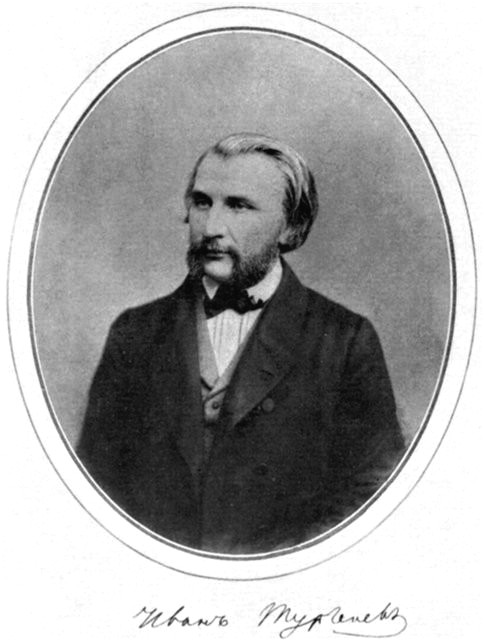
Turgenyev 1856-ban

Anyja halála után törvénytelen lányát, a nyolcéves Pélagie-t Franciaországba, Pauline-hez küldte, aki sajátjaként nevelte, és a „Paulinette” nevet adta neki. 
Az Egy vadász feljegyzései hatalmas sikert aratott: megjelenése egyszerre volt társadalmi és irodalmi esemény, ami Turgenyevet egy csapásra az orosz irodalom legjobbjai közé emelte. A novelláskötet kijelölte pályáját: az életet a maga valóságában festeni meg, de úgy, hogy a témaválasztás mindig a kor égető társadalmi kérdéseihez kapcsolódjon. Értett hozzá, hogyan kell ötvözni a kor rideg valóságát a költészettel és a szépséggel. Az 1850-es években írt novellái, mint a Két jó barát (1853), Aszja (1857), Első szerelem (1860), tele vannak frissességgel, költőiséggel. Első regényében, a Rugyinban (1855) az 1840-es évek nemzedékének idealizmusát, egyszersmind tehetetlenségét idézi meg. A Nemesi fészekben (1859) búcsút int a régi Oroszország társadalmi rendjének, a nemesi udvarházak idilljének, de méltatja a kor költészetét, mély vallásosságát. A küszöbön (Накануне) című regényében (1860) a nagy reformok előestéjének új nemzedékéhez tartozó fiatal lány portréját festi meg.
1856-ban – II. Sándor cár trónra lépésével – kapott engedélyt, hogy elhagyja Oroszországot. Rögtön Párizsba sietett, de Pauline-nak közben új hódolója akadt, a festő Ary Scheffer. Melankóliáját utazásokkal próbálta gyógyítani, majd hamarosan hazatért Oroszországba. Párizsban barátságot kötött Prosper Mérimée-vel, meghívást kapott Alexandre Dumas-tól; Londonban kapcsolatba került Carlyle-lal, Thackeray-jel, Disraelivel, Macaulay-jel. A következő években rendszeresen változtatta lakhelyét Francia- és Oroszország között.

### Érett művészként
1860-ban Dobroljubov, aki Belinszkij halála után az orosz irodalom első számú műítésze volt, Mikor jön el az igazi nap címmel tanulmányt jelentetett meg. Ebben rosszallását fejezte ki, hogy Turgenyev hősei többnyire akaratgyenge, passzív szemlélői az orosz valóságnak, számonkérte rajta egy új nemzedék művészi ábrázolását, amely utat talál, utat mutat a cselekvés felé. Turgenyev válasza erre egy regény, az Apák és fiúk (1861) megírása volt, amelynek témája a régi és egy új generáció konfliktusa. Dobroljubov – és a társadalmi változásokra szomjazó olvasóközönség – nem azt kapta, amit várt. A regény főhőse, forradalmár típusa, Bazarov egy saját magát nihilistának nevező, a természettudományok felé forduló fiatalember, aki számára a hagyomány, a szellemi tekintély, a lélek, Isten, a művészet, a szeretet és a szerelem nem létező dolgok. Bazarov valójában még a társadalmi forradalomban sem hisz, csak abban biztos, hogy ami van, le kell rombolni; nem érdekli, mi fog majd a romokon felépülni. Az orosz radikálisok, Dobroljubov, Csernisevszkij és köre úgy érezték, Turgenyev belőlük űz gúnyt, míg a konzervatív kritika azt sérelmezte, hogy szerintük a mű végül is a „fiúknak” ad igazat az „apákkal” szemben, és őket, a régi Oroszország híveit teszi nevetségessé.
Turgenyevet a kudarc fájdalmasan érintette; úgy határozott, végérvényesen külföldre költözik. A Viardot házaspár 1863-ban – egy ismerősük, Liszt Ferenc tanácsára – Badenben telepedett le; Turgenyev az ő otthonuk közelében építtetett villát, ahol élete legnyugodtabb, legboldogabb éveit töltötte. Az idillt az 1870-es porosz–francia háború törte meg; Viardot-ék Turgenyevvel együtt előbb Londonba, majd Párizsba, végül a Párizs melletti Bougivalba költöztek. Turgenyev itt 1874-ben birtokot vásárolt; ez lett második otthona Szpasszkoje-Lutovinovo mellett. Ez idő tájt Párizsban barátságot kötött Gustave Flaubert-rel, Émile Zolával, a Goncourt fivérekkel.

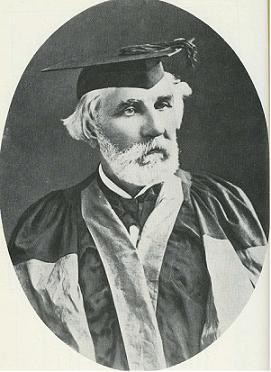
Turgenyev Oxfordban, 1879

Füst című regényében (1867) Turgenyev ugyanúgy kifigurázza a régi Oroszországból itt maradt léha arisztokratákat, mint az új nemzedék izgága képviselőit, akik napjaikat divatos külföldi fürdőhelyeken, üres forradalmi locsogás közepette töltik: ezek nemcsak hogy „felesleges emberek”, de egyben unalmasak, idegesítőek is. Ezzel az író a még meglévő hidakat is felégette, amik az oroszországi szellemi élethez kötötték. 1871-ben írta Tavaszi vizek című regényét, amely „csak” egy gyönyörű szerelmi történet, nem érinti Oroszország sorskérdéseit. Turgenyev utolsó nagy regénye, a Töretlen föld (Новь, 1877) legerőteljesebb karaktere, Vaszilij Szolomin egy új típust képvisel, már nem felesleges ember: célja Oroszország felszabadítása, kimozdítása elmaradottságából.

### Élete alkonya
Turgenyev utolsó éveit hírnév, dicsőség aranyozta be. 1875-ben a párizsi nemzetközi irodalmi kongresszus alelnökeként Victor Hugo mellett foglalt helyet, az orosz irodalomról szóló előadása nagy sikert aratott. A nagy társadalmi reformok viharainak elülte után az orosz kultúrában újra nagyobb szerepet kapott az esztétikum, ami lehetővé tette, hogy az idős művész kibéküljön hazája irodalmi köreivel is. Csak rövid időszakokra látogatott haza, de mindig lelkes fogadtatásban részesült. 1879-ben végre előadták 1850-ben írott Egy hónap falun című darabját, kitörő sikerrel. Oxfordban tiszteletbeli Doctor of Civil Law címmel tüntették ki az Egy vadász feljegyzéseinek az orosz jobbágyfelszabadításban betöltött szerepéért.
Munkássága új irányt vett: A diadalmas szerelem dala (1881) és a Klara Milics (eredeti címe A halál után, 1882) című novelláiban fontos szerepet kap a fantasztikum, az okkultizmus. A Senilia (1879–1882), öregkori munkái, „prózaversei” pesszimista agnoszticizmusának adnak kifejezést, Schopenhauer hatásáról tanúskodnak.
1881-től kezdett megromlani egészségi állapota. Kezdetben nem tulajdonított neki nagy jelentőséget, de 1883 januárjában egy rosszindulatú daganatot kellett kioperálni alhasából. A tumor áttétet képezett a gerincvelőben, amely sok szenvedés után végül szeptember 3-án a halálát okozta. Bougivalban, a halálos ágyán írt levelében Tolsztojra bízta az orosz irodalmat. Szentpéterváron, a Volkovszkoje temetőben helyezték örök nyugalomra.

## Magyar fordításban megjelent művei

### 1883-ig
- Turgeneff: A nemes fészek; ford. G.; Lauffer-Stolp, Pest, 1862
- Ivan Turgenev: Füst. Regény; ford. Fincicky Mihály; Kertész Ny., Pest, 1869
- Turgenjev Iván: A fatalista. Beszély; Aigner, Bp., 1875 (Magyar könyvesház)
- Turgenjeff Iván: Asja; ford. Újkéri; Kocsi Ny., Bp., 1875 (Magyar hölgyek könyvtára)
- Turgenjev Iván: Az óra. Egy aggastyán elbeszélése; ford. Csukássi Józsefné; Aigner, Bp., 1876 (Magyar könyvesház)
- Iván Turgenev: Nov. Új föld. Regény; ford. T. K; Athenaeum, Bp., 1877
- Turgenyev Iván: Három találkozás; ford. Pataki Antal; Aigner, Bp., 1880 (Magyar könyvesház)
- Turgenyev Iván: Boldogtalan. Regény; ford. Timkó Iván; Aigner, Bp., 1880 (Magyar könyvesház)
- Ivan Turgenjev: Tavaszi hullámok. Regény; ford. Timkó Iván; Franklin, Bp., 1881 (Olcsó könyvtár)
  - (Tavaszi vizek, Tavasz hullámai címen is)
- Turgenyeff Iván: Költemények prózában; ford. Latkóczy Mihály; Aigner, Bp., 1883 (Magyar könyvesház)
- Turgenjeff Iván: Költemények prózában; ford. Zempléni P. Gyula; Révai, Bp., 1883
- Ivan Turgenjeff: A halál után. Elbeszélés; ford. Adorján Sándor; Athenaeum Ny., Bp., 1883

### 1884–1919
- Turgenyev Sz. Iván: Költemények prózában; ford. Csopey László; Franklin, Bp., 1884 (Olcsó könyvtár)
- Iván Szergejevics Turgenyev: Egy vadász iratai; ford. Csopey László; Franklin, Bp., 1885 (Olcsó könyvtár)
- Iván Turgenjev: Punin és Baburin; ford. Rákosi Viktor; Ráth, Bp., 1886 (A magyar nemzet családi könyvtára)
- Iván Turgenjev: Dimitri Rudin; ford. Rákosi Viktor; Ráth, Bp., 1886 (A magyar nemzet családi könyvtára)
- Iván Turgenjev: Heléna. A bolgár felkelés előestéjén; ford. Rákosi Viktor; Ráth, Bp., 1887 (A magyar nemzet családi könyvtára)
- Első szerelem / Kip-kopp; Singer-Wolfner, Bp., 1887 (Egyetemes regénytár)
- Bazaroff. Orosz regény; Pallas, Bp., 1889 (Pallas-könyvtár)
  - (Apák és fiúk címen is)
- Az ötödik kerék; ford. Szabóné Nogáll Janka; Lampel, Bp., 1898 (Magyar könyvtár)
- Iván Turgenjev: Zug. Regény; ford. Ambrozovics Dezső; Athenaeum, Bp., 1900 k. (Jeles elbeszélők kincsestára)
- Ivan Turgenjew: Az elhódított hódító; ford. Zólyomi Elemér; Európa Ny., Bp., 1900 (Világ regénytár)
- Turgenyew Iván: Új föld. Regény; ford. T. K.; Athenaeum, Bp., 1900 k. (Az Athenaeum olvasótára I.)
- A kegyelemkenyér. Színmű; ford. Barabás Ábel; Lampel, Bp., 1902 (Magyar könyvtár)
- Iván Sz. Turgenyev: Csöndes vidékiek. Elbeszélés; ford. Szabó Endre; Lampel, Bp., 1903 (Magyar könyvtár)
- Apák és fiúk / Füst; ford. Ambrozovics Dezső, Szabó Endre; Révai, Bp., 1904
  - (Bazaroff. címen is)
- Bazaroff. Orosz regény; Magyar Hírlap, Bp., 1905
  - (Apák és fiúk címen is)
- Őstalaj / A nemesi fészek; ford. Szabó Endre; Révai, Bp., 1906
- Pjetuskov. Elbeszélés; ford. Ambrozovics Dezső; Lampel, Bp., 1907 (Magyar könyvtár)
- Ivan Turgenjeff: Az óra. Egy aggastyán elbeszélése; Rózsa, Bp., 1908
- A diadalmas szerelem dala / Jergunov hadnagy históriája; ford. Ambrozovics Dezső; Lampel, Bp., 1909
- Turgenjeff Iván: Tavasz hullámai; Singer-Wolfner, Bp., 1917 (Milliók könyve)
  - (Tavaszi vizek, Tavaszi hullámok címen is)
- Turgenjev: Aszja; ford. Trócsányi Zoltán; Franklin, Bp., 1918 (Orosz remekírók)
- A nemes urak fészke; Érdekes Újság, Bp., 1919 (Legjobb könyvek)

### 1920–1944
- Az óra és egyéb elbeszélések az ifjúság számára; ford. Bócz Károly; Világirodalom, Budapest, 192?
- A zsebóra. Egy aggastyán elbeszélése; ford. Trócsányi Zoltán; Genius, Budapest, 1920 (Orosz elbeszélők)
- Milics Klára; ford. Várnai Dániel; Athenaeum, Budapest, 1921 (Olcsó regény)
- Költemények prózában; ford. Wildner Ödön; Rózsavölgyi, Budapest, 1921 (Kis Helikon)
- Turgenjev: A kutya. Rejtelmes történet; ford. Kálmán Andor; Ifjúság, Budapest, 1921
- Egy felesleges ember naplója; Világregények, Budapest, 1922 (Világregények)
- Első szerelem. Regény; Tolnai, Budapest, 1924 (Tolnai regénytára)
- Az első szerelem; Singer-Wolfner, Budapest, 1924 (Milliók könyve)
- Napkelte előtt; ford. Trócsányi Zoltán; Dante, Budapest, 1924 (Halhatatlan könyvek)
- Csodálatos történetek; ford. Hamvay Ödön; Tolnai, Bp., 1924 (Tolnai regénytára)
- Tavaszi hullámok. Regény, 1–2.; Tolnai, Budapest, 1925 (Tolnai regénytára)
- Milics Klára. Regény; Tolnai, Budapest, 1926 (Tolnai regénytára)
- Egy fölösleges ember. Regény; Tolnai, Budapest, 1926 (Tolnai regénytára)
- A párbaj; Tolnai, Bp., 1926 (Tolnai regénytára)
- Faust / Első szerelem. Két elbeszélés; ford. Munkácsi Mihály; Csáthy, Debrecen–Budapest, 1926
- Punin és Baburin. Regény; Tolnai, Budapest, 1927 (Tolnai regénytára)
- Mumu. Három elbeszélés; ford. Haiman Hugó; Kner, Gyoma, 1927
- Tavaszi hullámok; ford. Kiss Dezső; Franklin, Budapest, 1927 (Külföldi regényírók)
- Rudin. Regény, 1–2.; ford. Moly Tamás; Tolnai, Budapest, 1929 (Tolnai regénytára)
- Kivégzés; Népszava, Budapest, 1930
- Apák és fiúk. Regény; ford. Trócsányi Zoltán; Az Est–Pesti Napló, Budapest, 1935 (Filléres klasszikus regények)
- Az őstalaj; ford. Görög Imre; Tolnai, Budapest, 1936 (Világhírű regények)
- Az első szerelem. Regény; Globus Ny., Budapest, 1942 (Vasárnapi regénytár)
- Első szerelem. Regény; ford. Rónay György; Révai, Budapest, 1942
- A titokzatos ház; ford. De Mogila Bilevicz Franciska; Bodnár István Könyvkiadó, Budapest, 1943 (Szórakoztató regények)
- Jeremiás, a lövész; Áchim, Budapest, 1943 (Százezrek könyve)
- A diadalmas szerelem dala; ford. Bodnár István; Hungária Ny., Budapest, 1943
- Jergunov hadnagy; Tibor, Budapest, 1943
- A felesleges ember; Hungária Ny., Budapest, 1943
- A diadalmas szerelem dala; Franklin, Budapest, 1943 (Nagy írók kis könyvei)

### 1945–
- Ferrarában történt; Stettler Zoltán, Bp., 1947 (Express regények)
- Turgenyev Iván emlékezéseiből Belinszkijre; Magyar-Szovjet Társaság, Bp., 1949
- Egy vadász feljegyzései; ford. Áprily Lajos; Révai, Bp., 1950
- Füst; ford. Áprily Lajos; Új Magyar Könyvkiadó, Bp., 1951
- Novellák és elbeszélések; Ragyanszka skola, Kijiv–Uzshorod, 1951 (Klasszikusok iskolai könyvtára)
- A sorsüldözött; Orosz könyv, Bukarest, 1952 (Nagy írók kiskönyvei)
- Költemények prózában; ford. Áprily Lajos; Új Magyar Könyvkiadó, Bp., 1952 (Szépirodalmi kiskönyvtár)
- Mumu; sajtó alá rend. Bodrits István, ill. Sáfrány Imre; Testvériség-Egység, Újvidék, 1953
- Apák és fiúk / Füst; ford. Áprily Lajos, ill. Végh Gusztáv, Zádor István; Héra Zoltán: Turgenyev a hatvanas években; Új Magyar Kiadó, Bp., 1954 (Orosz remekírók)
- Elbeszélések / Költemények prózában; vál., jegyz., utószó A. N. Dubovikov, ford. Áprily Lajos et al.; Ifjúsági, Bukarest, 1955
- Rugyin / A küszöbön / Nemesi fészek. Elbeszélések; ford. Áprily Lajos, utószó Heller Ágnes, ill. Zádor István; Új Magyar Kiadó, Bp., 1955 (Orosz remekírók)
- Töretlen föld / Költemények prózában / Tavaszi vizek; ford. Áprily Lajos, utószó Szabó Ede, ill. Prihoda István; Új Magyar Kiadó, Bp., 1956 (Orosz remekírók)
- Tavaszi vizek; ford. Áprily Lajos, utószó Szabó Ede, ill. Kondor Lajos; Európa, Bp., 1957 (Olcsó könyvtár)
- Napkelte előtt. Regény; ford. Kacsir Mária, Dobó Ferenc, bev. Máthé Ernő; Az Orosz Könyv, Nagyvárad, 1957
- Mumu; ford. Makfalvi Ella, Gréda József, bev. Kiss János; Arlus–Az Orosz Könyv, Bukarest, 1963 (Orosz klasszikusok)
- Visszaemlékezések, levelek; vál., jegyz. Zöldhelyi Zsuzsa, ford. Szőllősy Klára, bev. Török Endre; Gondolat, Bp., 1963 (Auróra)
- Natália, vagy: Egy hónap falun. Vígjáték; ford. Kelemen Dénes, átdolg. Hevesi Sándor; Színháztudományi Intézet, Bp., 1966 (Világszínház)
- Turgenyev összes regényei, 1–2.; ford. Áprily Lajos; Európa, Bp., 1969
- A puszta Lear királya; ford. Áprily Lajos, ill. Engel Tevan István; Magyar Helikon–Európa, Bp., 1971
- Két jó barát; ford. Áprily Lajos, ill. Engel Tevan István; Magyar Helikon–Európa, Bp., 1974
- Az énekesek; ford. Áprily Lajos; Európa, Bp., 1976
- Első szerelem. Kisregények; ford. Áprily Lajos, utószó Bakcsi György; Európa, Bp., 1979 (A világirodalom remekei)
- A csizma. Négy pódiumjáték / Turgenyev: Egy éjszaka a Nagy vadkanhoz címzett fogadóban. Bohózat egy felvonásban; ford., magyar színpadra átdolg. Zsigovits Gábor / Csehov: A csizma; ford. Rab Zsuzsa, színpadra alkalmazta Turián György / O'Henry: A tőzsdeügynök románca; színpadra alkalmazta Turián György / Gaulis: Amit csak az inas tud. Színmű öt képben; ford. Örvös Lajos; NPI, Bp., 1981 (Színjátszók kiskönyvtára)
- A diadalmas szerelem dala. Kisregények és elbeszélések; vál. Zöldhelyi Zsuzsa, Hetesi István, utószó Hetesi István, ford. Antal Miklós et al.; Európa, Bp., 1989
- Senilia. Prózaversek; ford., jegyz. Gy. Horváth László; Európa, Bp., 2018
- Apák és fiúk; ford. Gy. Horváth László; Helikon Kiadó, Bp., 2019